# ウクバール
ウクバール（Uqbar）は、ホルヘ・ルイス・ボルヘスの短編小説『トレーン、ウクバール、オルビス・テルティウス』に登場する架空の地名・国家。

## 概要
以下は、小説の中で語られるウクバールの説明である。
ウクバールは小アジアに存在した文明の一つ。ツァイ・ハルドゥンの低地とアクサの三角州の北方に勢力を置いた。9世紀末に興り、14世紀に終わりを迎えたと言われる。ウクバールの経済基礎は主として半放浪の畜産であり、王は部族群に対して間接的な支配を敷いた。王や部族長は、叙事詩的な歌を後援することに力を注ぐ伝統があった。
なお、実在する地名として、イラクにはウクバラ（Ukbara）という町があり、アルジェリアにもウクバール（Ukbar）という地名が存在する。